# Naustek
Naustek (Stomis) – rodzaj chrząszczy z rodziny biegaczowatych i podrodziny dzierowatych. Obejmuje 43 opisane gatunki.

## Morfologia
Chrząszcze o wydłużonym, nieprzekraczającym 10,5 mm długości ciele. Wyróżniają się nadzwyczaj długimi, co najmniej tak długimi jak głowa żuwaczkami o smukłych, niezmodyfikowanych wierzchołkach i pozbawionych chetoporu (punktu szczecinkowego) zewnętrznych krawędziach. Czułki mają człon pierwszy co najmniej tak długi jak dwa następne razem wzięte; drugi człon czułków osadzony jest pośrodkowo. Głaszczki szczękowe mają człon ostatni osadzony na przedostatnim przyśrodkowo. Głaszczki wargowe mają na członie przedostatnim dwie szczecinki. Pokrywy są nieowłosione i mają przecięte przed wierzchołkiem epipleury. Golenie przedniej pary mają po dwie ostrogi i wycięte części przednie wewnętrznych krawędzi.

## Ekologia i występowanie
Owady higrofilne, zasiedlające m.in. wilgotne i zalewowe lasy, pobrzeża wód i wilgotne łąki.
Rodzaj holarktyczny, przy czym w Nearktyce występuje naturalnie tylko jeden gatunek z podrodzaju Neostomis, a pozostałe gatunki są palearktyczne. W Europie stwierdzono 7 gatunków, z których tylko S. pumicatus wykazano z Polski.

## Taksonomia
Takson ten wprowadzony został po raz pierwszy w 1806 roku przez Josepha Philippe’a de Clairville’a. Jego gatunkiem typowym wyznaczono Carabus pumicatus.
Rodzaj obejmuje 43 opisane gatunki, zgrupowane w dwóch podrodzajach
- podrodzaj: Stomis (Neostomis) Bousquet, 1983
  - Stomis termitiformis (Van Dyke, 1926)
- podrodzaj: Stomis (Stomis) Clairville, 1806
  - Stomis benesi Dvorak, 2006
  - Stomis benoiti Jeannel, 1953
  - Stomis brivioi Sciaky, 1998
  - Stomis bucciarellii Pesarini, 1979
  - Stomis cavazzutii Lassalle, 2003
  - Stomis chinensis Jedlicka, 1932
  - Stomis collucens (Fairmaire, 1889)
  - Stomis danielanus Semenov, 1904
  - Stomis deuvei Marcilhac, 1993
  - Stomis eggeri Monzini, 2016
  - Stomis elegans Chaudoir, 1861
  - Stomis elongatus Tian & Pan, 2004
  - Stomis exilis Sciaky & Wrase, 1997
  - Stomis facchinii Sciaky, 1998
  - Stomis fallettii Facchini, 2003
  - Stomis farkaci Sciaky, 1998
  - Stomis formosus Semenov, 1889
  - Stomis gigas Sciaky, 1998
  - Stomis granulatus Say, 1830
  - Stomis habashanensis Lassalle, 2007
  - Stomis hyrcanus Tschitscherine, 1904
  - Stomis jelineki Lassalle, 2003
  - Stomis ludmilae Dvorak, 2001
  - Stomis miyakei Morita, 2010
  - Stomis ovipennis Chaudoir, 1846
  - Stomis philospelaeus Monzini, 2018
  - Stomis politus Ledoux & Roux, 1995
  - Stomis prognathus Bates, 1883
  - Stomis pumicatus (Panzer, 1796)
  - Stomis robustus Sciaky, 1998
  - Stomis roccae Schatzmayr, 1925
  - Stomis romani Dvorak, 2001
  - Stomis rostratus (Sturm in Duftschmid, 1812)
  - Stomis schoenmanni Sciaky, 1998
  - Stomis sehnali Lassalle, 2007
  - Stomis stefanii Deuve, 2006
  - Stomis taibashanensis Lassalle, 2003
  - Stomis titanus Sciaky, 1998
  - Stomis tschitscherini Semenov, 1904
  - Stomis vignai Sciaky, 1998
  - Stomis zaonus Habu, 1954